# Дония
Дония (фр. Donia) — небольшой город и супрефектура в Чаде, расположенный на территории региона Восточный Логон. Входит в состав департамента Нья-Пенде.

## Географическое положение
Город находится в южной части Чада, на берегах реки Макас (бассейн реки Логон), на высоте 508 метров над уровнем моря.
Населённый пункт расположен на расстоянии приблизительно 431 километра к юго-востоку от столицы страны Нджамены.

## Население
По данным официальной переписи 2009 года численность населения Донии составляла 14 930 человек (7241 мужчина и 7689 женщин). Население супрефектуры по возрастному диапазону распределилось следующим образом: 51 % — жители младше 15 лет, 46 % — между 15 и 59 годами и 3 % — в возрасте 60 лет и старше.

## Транспорт
Ближайший аэропорт расположен в городе Дильдо.